# 英雄胆 (1972年电影)
《英雄胆》，是1972年丁善玺执导、王羽等出演的电影作品，该电影主要讲述的是一对兄妹保护遗产的故事。

## 電影內容
孙家长辈过世，其一对儿女在守墓的时候遇到了一群对孙家财宝动了歪心思的盗贼，于是这对兄妹为了保护家族遗产，于是与这对盗贼斗智斗勇

## 演员
- 王羽
- 陳莎莉
- 张冲
- 葛小寶
- 薛汉
- 龙飞
- 山茅

## 備註
1. ↑  吳昊. . 三聯書局(香港)有限公司. 2004年.
2. ↑  林文錦. . 康樂及文化事務署. 2020年.
3. ↑  黄仁. . 臺灣商務印書館股份有限公司. 2010年.
4. ↑  林贊庭. . 行政院文化建設委員會, 財團法人國家電影資料館. 2003年.

## 外部連結
- 豆瓣电影上《英雄胆》的資料 （简体中文）
- 香港影庫上《英雄胆》的資料（繁體中文）
- 互联网电影数据库（IMDb）上《英雄胆》的资料（英文）
- 爛番茄上《英雄胆》的資料（英文）